# Eškolot
Eškolot (hebrejsky אֶשְׁכּוֹלוֹת, doslova „Hrozny“ podle vinné révy rostoucí v tomto regionu, v oficiálním přepisu do angličtiny Eshkolot) je izraelská osada a vesnice typu společná osada (jišuv kehilati) na Západním břehu Jordánu v distriktu Judea a Samaří a v Oblastní radě Har Chevron.

## Geografie
Nachází se v nadmořské výšce 600 metrů v jihozápadní části Judska a Judských hor respektive v jižní části Judských hor, která je nazývána Hebronské hory (Har Chevron). Eškolot leží cca 23 kilometrů jihozápadně od centra Hebronu, cca 53 kilometrů jihozápadně od historického jádra Jeruzalému a cca 75 kilometrů jihojihovýchodně od centra Tel Avivu. Eškolot je na dopravní síť Západního břehu Jordánu napojen pomocí lokální silnice číslo 3255.
Leží cca 2 kilometry za Zelenou linií oddělující Západní břeh Jordánu od Izraele v jeho mezinárodně uznávaných hranicích. Západním směrem vesnice územně navazuje na izraelské osídlení ve vlastním Izraeli, na severní, východní a jižní straně se nachází rozptýlené palestinské osídlení včetně beduínské vesnice al-Ramadien.

## Dějiny
Eškolot leží na Západním břehu Jordánu, jehož osidlování bylo zahájeno Izraelem po jeho dobytí izraelskou armádou, tedy po roce 1967. Vesnice byla založena roku 1982. 14. února 1982 izraelská vláda schválila zřízení nové osady typu nachal tedy kombinace vojenského a civilního osídlení v této lokalitě. Pracovně byla nazývána Micpe Lahav (Mitzpe Lahav). Tato osada zde byla mezitím skutečně založena už 31. ledna 1982. 16. ledna 1983 pak vláda rozhodla o výhledovém zřízení trvalé osady v této oblasti. Na ryze civilní sídlo byla proměněna až v roce 1991.
Mezitím v roce 1988 se v Beerševě zformovala skupina budoucích osadníků. V roce 1991 se zde usadilo prvních šest rodin. Ještě během roku 1991 je posílila skupina osadníků ze skupiny Bejt Jatir. V zimě 1991/92 zažívali obyvatelé Eškolot těžkosti způsobené tuhou zimou, špatným dopravním spojením a chybějící infrastrukturou. Teprve v roce 1996 byly dokončeny první zděné domy. Územní plán obce umožňuje výhledovou výstavbu 347 bytů, z nichž 70 již bylo postaveno. V Eškolot funguje zdravotní středisko a zařízení pro předškolní péči o děti.
Počátkem 21. století byla obec kvůli své poloze na okraji Západního břehu Jordánu na rozdíl od většiny sídel v Oblastní radě Har Chevron zahrnuta do projektu Izraelské bezpečnostní bariéry. Dle stavu z roku 2008 ale ještě nebyl přilehlý úsek bariéry zbudován. Probíhá jižně od Šim'a, víceméně podél Zelené linie.
Izrael si hodlá osadu ponechat i po případné mírové dohodě mezi Izraelem a Palestinci. Během Druhé intifády se obci vyhnuly vážnější teroristické útoky.

## Demografie
Obyvatelstvo obce Eškolot je v databázi rady Ješa popisováno jako sekulární. Podle údajů z roku 2014 tvořili naprostou většinu obyvatel Židé (včetně statistické kategorie "ostatní", která zahrnuje nearabské obyvatele židovského původu ale bez formální příslušnosti k židovskému náboženství).
Jde o menší obec vesnického typu s dlouhodobě rostoucí populací. K 31. prosinci 2014 zde žilo 494 lidí. Během roku 2013 populace stoupla o 0,6 %. Do počtu obyvatel byli do roku 2011 zahrnováni i obyvatelé nedaleké vesnice Sansana, která neměla administrativní status samostatné obce, ale od roku 2012 již jej získala.
| Rok            | 1995 | 1996 | 1997 | 1998 | 1999 | 2000 | 2001 | 2002 | 2003 | 2004 | 2005 | 2006 | 2007 | 2008 | 2009 | 2010 | 2011 | 2012 | 2013 | 2014 |
| -------------- | ---- | ---- | ---- | ---- | ---- | ---- | ---- | ---- | ---- | ---- | ---- | ---- | ---- | ---- | ---- | ---- | ---- | ---- | ---- | ---- |
| Počet obyvatel | 74   | 101  | 126  | 143  | 148  | 171  | 209  | 220  | 220  | 231  | 225  | 225  | 229  | 518  | 578  | 619  | 661  | 510  | 491  | 494  |